# Tanju Kayhan
Tanju Kayhan (Viena, 22 de julho de 1989) é um jogador de futebol austríaco de ascendência turca. Joga no Göztepe.